# Natalie Porter
Natalie Porter, född den 16 december 1980 i Melbourne, Australien, är en australisk basketspelare som tog tog OS-silver 2004 i Aten. Detta var andra gången i rad Australien tog silver vid de olympiska baskettävlingarna. Porter har bland annat spelat för Sydney Uni Flames.